# 烯虫乙酯
烯虫乙酯（英語：Hydroprene）是一种昆虫生长调节剂类的杀虫剂，常用以对抗蟑螂、甲虫和飞蛾。含有烯虫乙酯的农药包括 Gencor、Gentrol和Raid Max Sterilizer Discs。